# MoRT
Albums de Blut aus Nord
Thematic Emanation of Archetypal Multiplicity
(2005) Odinist: The Destruction of Reason by Illumination
(2007)
MoRT est le cinquième album studio du groupe de black metal avant-gardiste français Blut aus Nord. L'album est sorti en 2006 sous le label Candlelight Records.
Le terme MoRT est l'acronyme de « Metamorphosis of Realistic Theories ».
Pour cet album, incorporant des éléments dark ambient et industriels, le groupe a complètement abandonné son style black metal traditionnel pour un style metal avant-gardiste. Il est d'ailleurs considéré par certains fans du groupe comme étant son chef-d'œuvre.

## Liste des morceaux
| 1.    | Chapter 1 | 6:04 |
| 2.    | Chapter 2 | 4:44 |
| 3.    | Chapter 3 | 5:08 |
| 4.    | Chapter 4 | 5:41 |
| 5.    | Chapter 5 | 6:35 |
| 6.    | Chapter 6 | 5:02 |
| 7.    | Chapter 7 | 6:39 |
| 8.    | Chapter 8 | 7:20 |
| 47:12 |           |      |